# Belœil
Belœil /bɛlœj/ (in piccardo Beuleul) è un comune belga di 13 446 abitanti, situato nella provincia vallona dell'Hainaut. 
È celebre per essere dal Trecento il centro dei domini del Casato di Ligne che tuttora ha nel suo castello la sede del ramo primogenito di questa famiglia principesca (già sovrana).

## Altri progetti

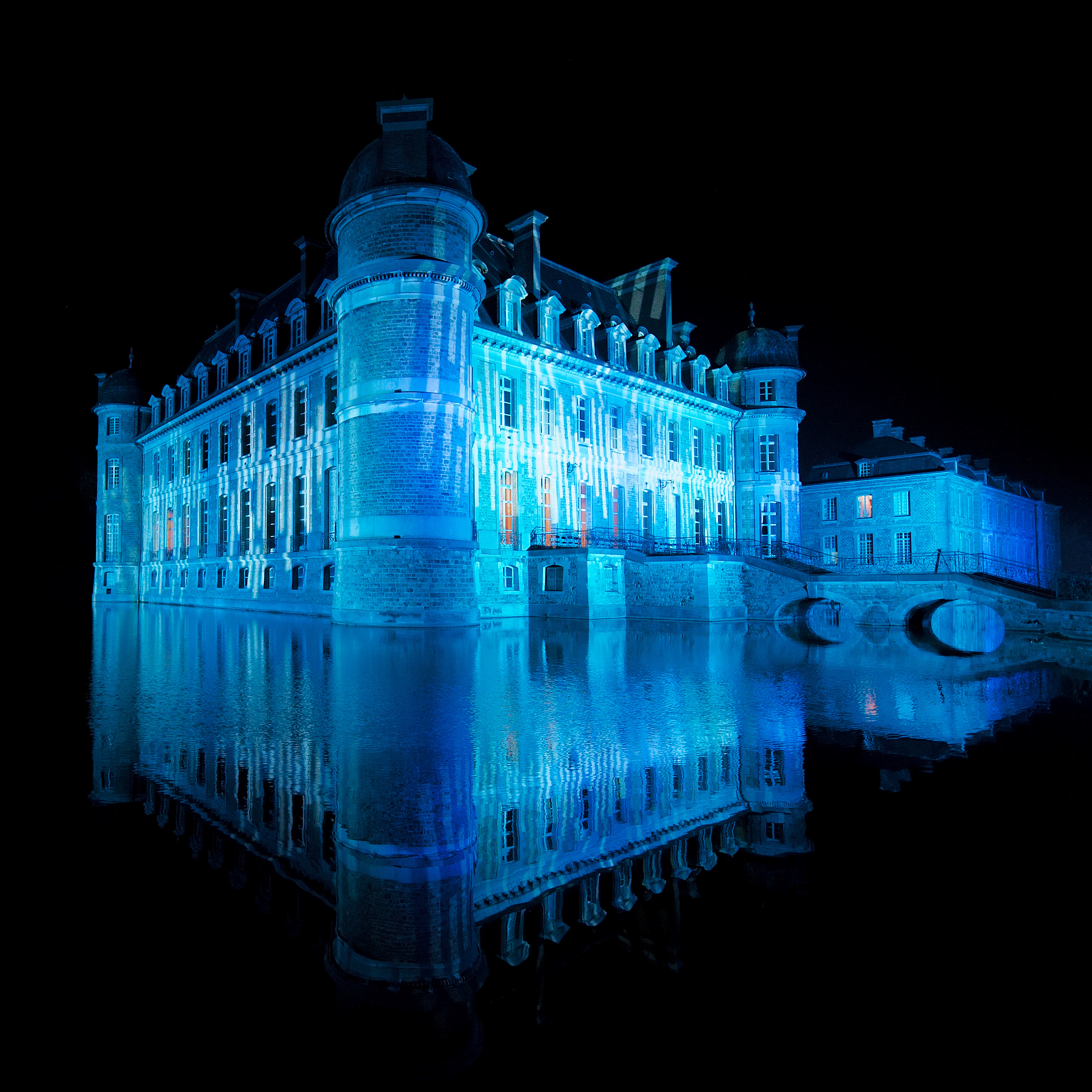
Il castello di Belœil visto di notte